# Славенко (Великопольське воєводство)
Славенко (пол. Sławienko, нім. Deutschhof) — село в Польщі, у гміні Оборники Оборницького повіту Великопольського воєводства.
Населення — 115 осіб (2011).
У 1975-1998 роках село належало до Познанського воєводства.

## Демографія
Демографічна структура станом на 31 березня 2011 року:
|          | Загалом | Допрацездатний вік | Працездатний вік | Постпрацездатний вік |
| -------- | ------- | ------------------ | ---------------- | -------------------- |
| Чоловіки | 56      | 14                 | 40               | 2                    |
| Жінки    | 59      | 17                 | 33               | 9                    |
| Разом    | 115     | 31                 | 73               | 11                   |